# Ježasti krastavac
Ježasti krastavac (bučica; lat. Echinocystis), monotipski biljni rod iz porodice tikvovki čija je jedina vrsta E. lobata ili uljna bučica, jednogodišnja penjačica, autohtona u Sjevernoj Americi, u Kanadi i Sjedinjenim DrŽavama, odakle je uvezena u Europu i Aziju, pa i u Hrvatsku.

## Sinonimi
- Echinocystis echinata (Muhl. ex Willd.) Britton, Sterns & Poggenb.; Prelim. Cat.: 20 (1888)
- Echinocystis echinata (Muhl.) Vassilcz.; Kom., Fl. URSS 24: 125 (1957) comb. superfl. inval.
- Hexameria echinata (Muhl. ex Willd.) Torr. & A.Gray; Torr., Rep. Bot. Dept. Surv. New York: 137 (1840)
- Micrampelis lobata (Michx.) Greene; Pittonia. 2: 128 (1890)
- Momordica echinata Muhl.; Trans. Am. Phil. Soc. 3: 180 (1793), nomen, et ex Willd. Sp. Pl. 4: 605
- Sicyos lobatus Michx.; Fl. Bor.-Amer. (Hook.) 2: 217 (1803)